# 印度共产主义革命者团结中心（马列） (哈巴詹·索希)
印度共产主义革命者团结中心（马列）（英語：Unity Centre of Communist Revolutionaries of India (Marxist–Leninist)）是印度历史上的一个霍查主义政党。
自1977年7月以来，来自旁遮普邦的印度共产主义革命者团结中心（马列）中央委员哈巴詹·索希对毛泽东的“三个世界”理论持批评立场。他逐渐接近阿尔巴尼亚劳动党的立场。1979年1月，印度共产主义革命者团结中心（马列）旁遮普邦委员会（前身为旁遮普共产主义革命委员会）向中央委员会提交了一份文件，中央委员会多数派在同年4月通过了一份题为《支持三个世界理论的区别》的文件作为回应。9月20日，分裂成为事实，旁遮普邦委员会另外建立一个印度共产主义革命者团结中心（马列）。
1982年，哈巴詹·索希领导的印度共产主义革命者团结中心（马列）发生分裂，形成印度共产主义革命者团结中心（马列） (阿杰梅尔团体)。1986年11月，该党与印度共产党（马列）中央团队一起发起成立“反对压迫和宗派主义阵线”，以对抗卡利斯坦恐怖主义和国家压迫。1988年，该党并入印度共产主义革命者中心。